# リジェ・JS19
リジェ・JS19 (Ligier JS19) は、リジェチームが1982年シーズンのF1世界選手権参戦に用いたフォーミュラ1カーである。設計デザイナーはミシェル・ボイジョンとジャン＝ピエール・ジャブイーユ。最高成績は3位。

## 概要

### 開発
JS19は、前年F1ドライバーを引退したジャン＝ピエール・ジャブイーユの技術指導の下、ミシェル・ボイジョンにより設計された。タルボのバッジネームが付けられたマトラ・MS81 V12エンジンが搭載された。シャシーには、リヤサスペンションリンケージまで囲むように長大なサイドポンツーンが設けられた。加えてそのサイドポッドの全長にわたってサイドスカートを装備し、サイド内の底部を後方へと抜けて行く空気の流れの中断を最小限に抑え、最大のグリップを得ることを狙うグラウンド・エフェクト・カーとして設計された。

### 1982年シーズン
1982年シーズン前半をチームはJS17、JS17Bで戦っていたが、JS19は第6戦モナコGPより投入された。しかし車検時に後輪センターラインより後方となるサイドスカート部分を取り除くことを強制され、その結果想定のダウンフォースを得られなくなった。チームは「後輪より後方のサイドスカート設置を禁ずるレギュレーションが明文化されていない」として抗議したが認められず、JS19はもう一度設計を練り直す必要が生じたために第7戦デトロイトと第8戦カナダを旧型JS17Bで参戦した。その間にJS19は改めて風洞実験を繰り返し短くされたサイドスカートでもヴェンチュリが得られるよう再調整が施された。しかし1台しか再製作が間に合わず、まずはオランダGPで1台のJS19が実戦投入されたが、予選でチーバーがクラッシュしマシンをすぐには修復できないほど大破させてしまい、予選落ちを喫する。新しく出来たJS19のもう1台はイギリスGPでラフィット車として投入され、予選20位からスタートしたが決勝ではギアボックストラブルのためストップした。第11戦フランスGPから2台揃ってJS19での参戦となった。
ギアボックスの信頼性に問題があったためコンスタントな好成績は残せなかったが、第13戦オーストリアGPでラフィットが、最終戦ラスベガスGPではチーバーがそれぞれ3位表彰台を獲得した。最終戦でのチーバーは予選でも好調で4位グリッドからスタートできたことが好結果につながった。チームのシーズン獲得ポイントは20であったが、その内9ポイントがJS19によるものであった。リジェは同年のコンストラクターズランキング8位となった。

## F1における全成績
(key) （太字はポールポジション）
| 年     | シャシー | エンジン            | タイヤ | No. | ドライバー | 1   | 2   | 3   | 4   | 5   | 6   | 7   | 8   | 9   | 10  | 11  | 12  | 13  | 14  | 15  | 16  | ポイント | 順位 |
| ------ | -------- | ------------------- | ------ | --- | ---------- | --- | --- | --- | --- | --- | --- | --- | --- | --- | --- | --- | --- | --- | --- | --- | --- | -------- | ---- |
| 1982年 | JS19     | マトラ MS81 3.0 V12 | M      |     |            | RSA | BRA | USW | SMR | BEL | MON | USA | CAN | NED | GBR | FRA | GER | AUT | SUI | ITA | CPL | 20       | 8位  |
| 1982年 | JS19     | マトラ MS81 3.0 V12 | M      | 25  | チーバー   |     |     |     |     |     | Ret |     |     | DNQ |     | 16  | Ret | Ret | NC  | 6   | 3   | 20       | 8位  |
| 1982年 | JS19     | マトラ MS81 3.0 V12 | M      | 26  | ラフィット |     |     |     |     |     | Ret |     |     |     | Ret | 14  | Ret | 3   | Ret | Ret | Ret | 20       | 8位  |

## 参照
1. ↑  20ポイントのうち11ポイントはJS17、17Bによる獲得。